# المرأة في فلسطين

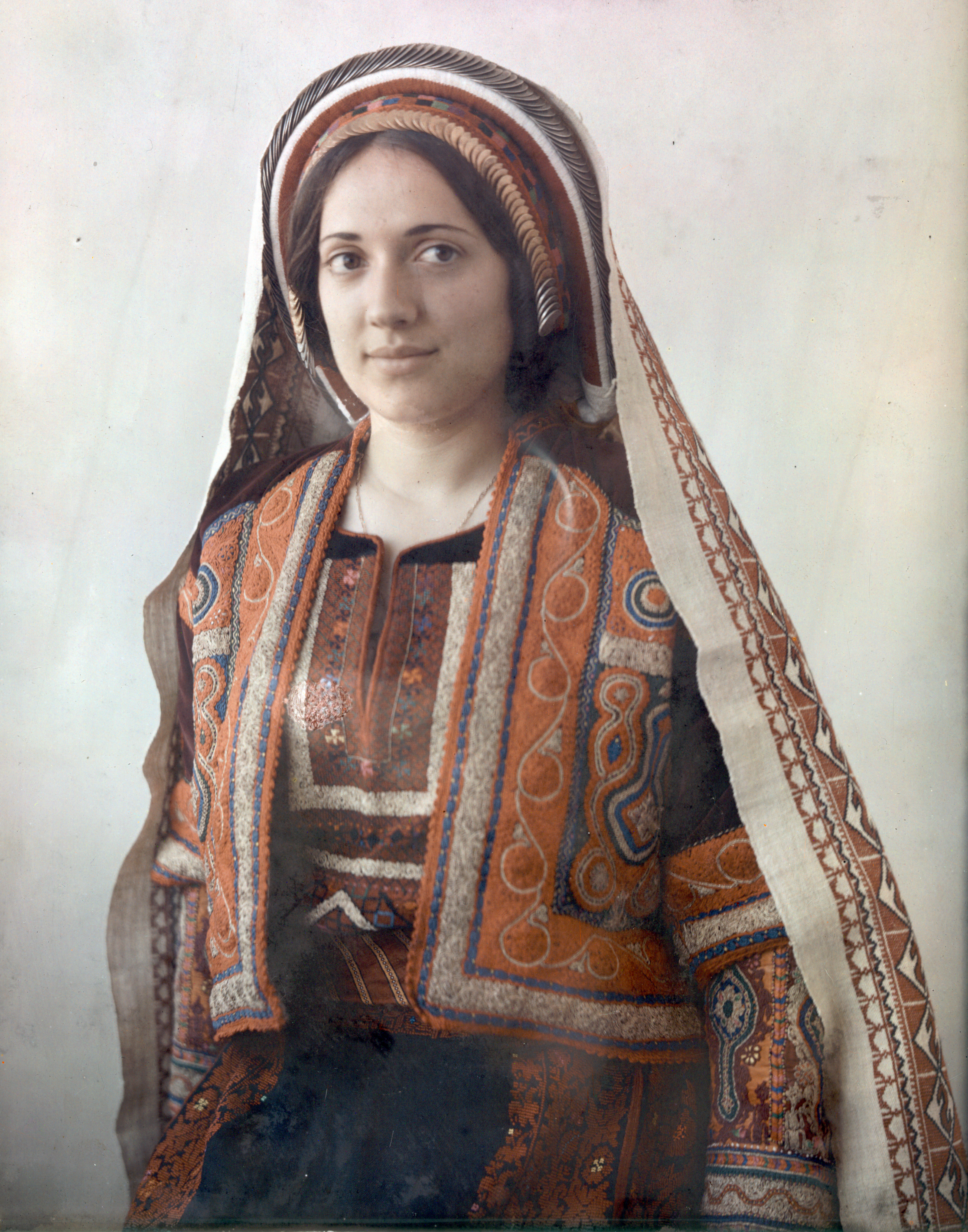
فتاة بالزي التقليدي من رام الله

المرأة الفلسطينية في المجتمع الفلسطيني هي نواة الأسرة وحجر الأساس وأهم فرد في الأسرة الفلسطينية. لعل أهم ما يحول دون حصول المرأة الفلسطينية على حقوقها هو تعنت المجتمع الذي يتسم بالذكورية. فعلى سبيل المثال، يفضل الرجال إنجاب الذكور عن الإناث لأن الذكر يحمل اسم العائلة ويحافظ على نسلهم، وفيما بعد يشكل مصدرًا للدخل بالنسبة للأسرة. أمّا الفتيات فلا يشكلن مصدرًا للدخل على عكس الصبيان، فدور الفتاة يتمثل في كونها ربة للأسرة، تحافظ عليها وتدير شؤونها، وعلى أنها دون الرجل.

## تعليم الفتاة

نساء فلسطينيات أثناء حفل تخرج في كلية ابن سينا للعلوم الصحية (نابلس)

منذ منتصف السبعينات، بدأت الأسر تتجه نحو تعليم فتياتهم تعليمًا عاليًا وإلحاقهم بالجامعات بدلًا من الاكتفاء بالحصول على الشهادة الثانوية. ويرجع السبب وراء هذا التغير أن المرأة أصبحت مطلوبة في سوق العمل، تغير الحالة الاقتصادية في الضفة الغربية، وترسخ فكرة أن الفتاة المتعلمة تكون مرغوبة للزواج عن غيرها. وأخيرًا، تصبح الفتاة قادرة على تحمل نفقاتها ونفقات أسرتها في حالة عدم زواجها.

## كفاح المرأة الفلسطينية
للمرأة الفلسطينية تاريخ طويل من المساهمات في حركات المقاومة في المناطق المحتلة، أبرزهم خنساء فلسطين (أم نضال فرحات)، وفي دول مثل: الأردن، سورية، ولبنان من خلال تأسيس العديد من المؤسسات القومية لنصرة المرأة الفلسطينية منها: الاتحاد الفلسطيني للجان العمل النسائي في الضفة الغربية وغزة.

## أثر الصراع الإسرائيلي الفلسطيني
إن الصراع الإسرائيلي الفلسطيني قد انعكس سلبياً على حياة المرأة الفلسطينية. ففي أعقاب حرب النكبة 1948، تم تهجير وتشريد الملايين من النساء وغالبيتهم ما زالن لاجئات. إن الإجراءات التي تتخذها قوات الدفاع الإسرائيلي لها تأثيرها على الأمان الجسدي، والنفسي، والصحي، والتعليمي، والاقتصادي.
على الرغم من شح عدد المقاتلات الفلسطينيات، لكنهن يتلقين النصيب الأكبر من الأذى. فعلى سبيل المثال، عانت النساء من الخوف الشديد، وفقدان الأمن، ونوبات الغضب وغيرها من الاضطرابات. فخلال التاريخ الممتد للحروب من عام 1948 إلى 2014, قامت القوات الإسرائيلية باستهداف وإذلال النساء الفلسطينيات ضاربين بعرض الحائط الاتفاقيات الدولية لحقوق الإنسان.
وفي تقرير المرصد الأورومتوسطي لحقوق الإنسان صادر بتاريخ 17 ديسيمبر 2014 بعنوان «جرف الزهور»، يوثق التقرير معاناة النساء الفلسطينيات خلال العدوان الإسرائيلي على قطاع غزة عام 2014. بحسب التقرير، راح 489 امرأة ضحية للعدوان الإسرائيلي عام 2014 أو ما يعرف بعملية الجرف الصامد. وأشار التقرير إلى أن هذا العدوان خلف 11,314 إناث مشردات في مدارس الإيواء. ومن منحى قانوني، فإن هذه الممارسات هي انتهاك للقانون الدولي الإنساني وبخاصة اتفاقية جنيف 1949 والبرتوكول الإضافي الملحق باتفاقية جنيف 1977. فالمادة (76) من البرتوكول الإضافي الأول ينص على «يجب أن تكون النساء موضع احترام خاص». أما المادة (17) تؤكد على ضرورة نقل النساء النفاس من المناطق المحاصرة. فبالرغم من هذه الاتفاقيات، فإن إسرائيل تضربها بعرض الحائط مرتكبة أفظع الانتهاكات ضد الفلسطينيين عمومًا والنساء خصوصًا.

## فلسطينيات بارزات

### سياسيات
- حنان عشراوي
- حنين زعبي

### مقاتلات
- فاطمة خاصكية
- تيريز هلسة
- ليلى خالد
- دلال المغربي

### شاعرات
- مي زيادة (القرن 20)
- أسمى طوبي (القرن 20)

### مغنيات
- ريم بنا
- دلال أبو آمنة

### أكاديميات
- إصلاح جاد
- غادة الكرمي
- فيرا بابون
- حنان عشراوي
- سناء السرغلي

### إعلاميات
- فاطمة البديري (القرن 20)
- شيرين أبو عاقلة
- كريمة عبود

### فنانات
- سامية حلبي

### رياديات
- نبيهة ناصر
- مهيبة خورشيد
- سلافة جاد الله

### كاتبات
- ساذج نصار
- سميرة عزام

## مزيد من القراءة
- عبد الهادي، فيحاء (2005). «أدوار المرأة الفلسطينية في الثلاثينيات: المساهمة السياسية للمرأة الفلسطينية: روايات النساء، نصوص المقابلات الشفوية». مركز المرأة الفلسطينية للأبحاث والتوثيق (ردمك 9950345006)
- جاد، إصلاح (2014). «نساء على تقاطع طرق: الحركات النسوية الفلسطينية بين الوطنية والعلمانية والهوية الإسلامية». (الطبعة الأولى) المؤسسة الفلسطينية لدراسة الديمقراطية، دار الفارابي (ردمك 9953719217)